# Élections législatives de 1914 en Guadeloupe
Les élections législatives de 1914 en Guadeloupe ont eu lieu les 26 avril dans le département de la Guadeloupe dans le cadre des élections législatives françaises de 1914, sous la IIIe République.

## Mode de scrutin
La Chambre des députés est composée de 602 sièges pourvus au Scrutin uninominal majoritaire à deux tours, avec au moins un député par arrondissement.
Le mode de scrutin suit la Loi organique du 30 novembre 1875 sur l'élection des députés.
Ainsi l'article 18 précise qu'il faut réunir pour être élu au premier tour :
- la majorité absolue des suffrages exprimés ;
- un nombre de suffrages égal au quart des électeurs inscrits.

Au deuxième tour la majorité relative suffit. En cas d'égalité c'est le plus âgé qui est élu.
Dans le département de la Guadeloupe, deux députés sont à élire.

## Élus
| Circonscription | Député sortant      | Parti ou Nuance | Parti ou Nuance | Groupe                 | Député sortant        | Parti ou Nuance | Parti ou Nuance | Groupe                 |
| --------------- | ------------------- | --------------- | --------------- | ---------------------- | --------------------- | --------------- | --------------- | ---------------------- |
| 1re             | Gratien Candace     |                 | PRS             | Républicain socialiste | Gratien Candace       |                 | PRS             | Républicain socialiste |
| 2e              | Hégésippe Légitimus |                 | PRS             | Républicain socialiste | Achille René-Boisneuf |                 | Rad-soc         | Radical socialiste     |

## Partielle durant le mandat 1910-1914

### 21 janvier 1912

#### Première circonscription
- Elle regroupe la côte sous-le-vent et le sud de la Basse-Terre, avec les communes de Deshaies, Pointe-Noire, Bouillante, Vieux-Habitants, Baillif, Saint-Claude, Basse-Terre, Gourbeyre, Vieux-Fort, Trois-Rivières, Capesterre-Belle-Eau, Goyave.
- S'y ajoute les trois communes de Marie-Galante, Saint-Barthélémy, Saint-Martin et les deux communes des Saintes.

- Alfred Léon Gérault-Richard (Rép soc), élu depuis 1902 est décédé le 7 décembre 1911.

| Candidat       | Candidat            | Parti          | Premier tour | Premier tour | Deuxième tour | Deuxième tour |
| Candidat       | Candidat            | Parti          | Voix         | %            | Voix          | %             |
| -------------- | ------------------- | -------------- | ------------ | ------------ | ------------- | ------------- |
|                | Gratien Candace     | Rép soc        | 4 346        | 53,48        | 6 022         | 52,88         |
|                | Léo Gerville-Réache | Rad            | 3 814        | 46,93        | 5 483         | 48,15         |
|                |                     |                |              |              |               |               |
| Inscrits       | Inscrits            | Inscrits       | 18 216       | 100,00       | 18 216        | 100,00        |
| Votants        | Votants             | Votants        | 8 169        | 44,85        | 11 398        | 62,57         |
| Abstention     | Abstention          | Abstention     | 10 047       | 55,15        | 6 818         | 37,43         |
| Blancs et nuls | Blancs et nuls      | Blancs et nuls | 42           | 0,51         | 10            | 0,09          |
| Exprimés       | Exprimés            | Exprimés       | 8 127        | 99,49        | 11 388        | 99,91         |

## Résultats

### Première circonscription
- Elle regroupe la côte sous-le-vent et le sud de la Basse-Terre, avec les communes de Deshaies, Pointe-Noire, Bouillante, Vieux-Habitants, Baillif, Saint-Claude, Basse-Terre, Gourbeyre, Vieux-Fort, Trois-Rivières, Capesterre-Belle-Eau, Goyave.
- S'y ajoute les trois communes de Marie-Galante, Saint-Barthélémy, Saint-Martin et les deux communes des Saintes.

| Candidat       | Candidat                      | Parti          | Premier tour | Premier tour |
| Candidat       | Candidat                      | Parti          | Voix         | %            |
| -------------- | ----------------------------- | -------------- | ------------ | ------------ |
|                | Gratien Candace *             | Rép soc        | 5 581        | 56,85        |
|                | Armand Jean-François          | Rad-soc        | 3 726        | 37,96        |
|                | Léo Gerville-Réache           | Rad            | 334          | 3,40         |
|                | Gaston Gerville-Réache (fils) | Rad            | 167          | 1,70         |
|                |                               |                |              |              |
| Inscrits       | Inscrits                      | Inscrits       | 19 622       | 100,00       |
| Votants        | Votants                       | Votants        | 9 908        | 50,49        |
| Abstention     | Abstention                    | Abstention     | 9 714        | 49,51        |
| Blancs et nuls | Blancs et nuls                | Blancs et nuls | 91           | 0,92         |
| Exprimés       | Exprimés                      | Exprimés       | 9 817        | 99,08        |

### Deuxième circonscription
- Elle regroupe toute la Grande-Terre, plus le nord de la Basse-Terre, avec les communes de Baie-Mahault, Lamentin, Petit-Bourg et Sainte-Rose.
- S'y ajoute la commune insulaire de La Désirade.

- Hégésippe Légitimus (Rép soc), élu depuis 1906 ne se représente pas.

| Candidat       | Candidat               | Parti          | Premier tour | Premier tour |
| Candidat       | Candidat               | Parti          | Voix         | %            |
| -------------- | ---------------------- | -------------- | ------------ | ------------ |
|                | Achille René-Boisneuf  | Rad-soc        | 8 095        | 67,71        |
|                | Hildevert-Adolphe Lara | Rép soc        | 3 861        | 32,29        |
|                |                        |                |              |              |
| Inscrits       | Inscrits               | Inscrits       | 26 491       | 100,00       |
| Votants        | Votants                | Votants        | 12 091       | 45,64        |
| Abstention     | Abstention             | Abstention     | 14 400       | 54,36        |
| Blancs et nuls | Blancs et nuls         | Blancs et nuls | 135          | 1,12         |
| Exprimés       | Exprimés               | Exprimés       | 11 956       | 98,88        |